# Col de Guéry
Der Col de Guéry ist ein 1268 Meter hoher französischer Gebirgspass im Zentralmassiv. Er befindet sich in der Region Auvergne-Rhône-Alpes im Département Puy-de-Dôme und verbindet die Gemeinden Orcival im Norden mit Mont-Dore im Süden.

## Lage und Streckenführung
Der Pass führt durch das Massiv der Monts Dore und befindet sich neben dem Lac de Guéry.
Die Nordauffahrt von Orcival weist auf einer Länge von acht Kilometern eine durchschnittliche Steigung von 4,7 % auf. Zu Beginn verläuft die Strecke auf der D27, die auf den ersten drei Kilometern im Schnitt mit 7 % ansteigt. Bei der Ortschaft Rouchaube Haut flacht die Straße für rund eineinhalb Kilometer ab, ehe ein etwas steilerer Abschnitt folgt. Auf den letzten zwei Kilometern wechselt man auf die D983, die Steigungsprozente von weniger als 3 % aufweist. Der höchste Punkt der Nordauffahrt wird bereits wenige Meter vor der Passhöhe erreicht.
Die Südauffahrt von Mont-Dore verläuft auf der D996 und D983. Sie ist 8,5 Kilometer lang und weist eine Durchschnittssteigung von 3,3 % auf. Die ersten drei Kilometer werden auf der D996 absolviert, ehe man links auf die D983 abbiegt, die flach und leicht abschüssig für zwei Kilometer in Richtung Norden führt. Auf den abschließenden 3,5 Kilometern nimmt die Steigung nur geringfügig zu und beinhaltet knapp unterhalb der Passhöhe ein weiteres Flachstück.
Alternativ kann die Passhöhe auch über die D80 erreicht werden, deren Auffahrt in Rochefort-Montagne beginnt.

## Radsport
Die Tour de France führte im Jahr 1967 erstmals über den Col de Guéry. Auf der 20. Etappe führte die Strecke über die Südauffahrt, ehe die Etappe auf dem Puy de Dôme zu Ende ging. Die erste Bergwertung (3. Kategorie) auf dem Col de Guéry wurde erst im Jahr 2020 auf der 13. Etappe abgenommen. Damals überquerte der Franzose Pierre Rolland die Passhöhe als erster, die von der Nordauffahrt erreicht wurde. Im Jahr 2023 wurde auf der 10. Etappe erneut die Nordauffahrt absolviert. Kurz vor der Passhöhe wurde auf einer Höhe von 1277 Metern eine Bergwertung der 3. Kategorie abgenommen, die sich der Niederländer Wout Poels sicherte.
Im Jahr 2025 führte die Tour de France im Rahmen der 10. Etappe erneut über den Col de Guéry, ehe es über den Col de la Croix Morand und Col de la Croix Saint-Robert zur Skistation Mont-Dore ging. Dabei wurde erstmals die Nordauffahrt von Rochefort-Montagne (D80) genutzt, die als Bergwertung der 2. Kategorie klassifiziert wurde.
| Jahr | Etappe     | Bergwertung  | Fahrer         | Auffahrt    |
| ---- | ---------- | ------------ | -------------- | ----------- |
| 2020 | 13. Etappe | 3. Kategorie | Pierre Rolland | Nord (D983) |
| 2023 | 10. Etappe | 3. Kategorie | Wout Poels     | Nord (D983) |
| 2025 | 10. Etappe | 2. Kategorie | Lenny Martinez | Nord (D80)  |